# Negende Kruistocht
De Negende Kruistocht (ook wel Lord Edward's Kruistocht genoemd) wordt soms verbonden aan de Achtste Kruistocht. Deze kruistocht wordt gezien als de laatste middeleeuwse kruistocht tegen de moslims in het Heilige Land. Hij vond plaats in 1271-1272.
Lodewijk IX van Frankrijk faalde in het veroveren van Tunis in de Achtste Kruistocht en dat leidde ertoe dat prins Eduard I van Engeland naar Akko voer, in wat uiteindelijk bekend zou worden als de Negende Kruistocht. In deze kruistocht waren een aantal overwinningen voor Edward te vieren op generaal Baibars. De kruistocht leverde uiteindelijk niet veel meer op dan een terugtrekking, omdat Edward zorgen aan het thuisfront had en hij geen middelen zag om alle interne conflicten in de overige staten op te lossen. Ook zou het moreel van de kruisvaarders geheel zijn verdwenen in deze periode. Het overschaduwde ook de grote klap die zal volgen voor de overblijfselen onder de kleine kruisvaardersbolwerken langs de Middellandse Zeekust.

## Aanloop
In navolging van de overwinning van de mammelukken op de Mongolen in 1260 in de Slag bij Ain Jalut door Saif ad-Din Qutuz en zijn generaal Baibars, werd Qutuz vermoord en Baibars claimde het leiderschap van het sultanaat op zich. Als sultan ging Baibars verder met het aanvallen van de kruisvaarders in Arsoef, Athlith, Haifa, Safad, Jaffa, Ascalon en Caesarea. Toen de christelijke bolwerken een voor een vielen, zochten de kruisvaarders hulp in Europa, maar de komst daarvan verliep zeer langzaam.
In 1268 veroverde Baibars Antiochië en daarbij vernietigde hij de laatste bolwerken van het vorstendom Antiochië, wat meer land verzekerde voor de mammelukken nu het kleine graafschap Tripoli bedreigde met inname.
Lodewijk IX van Frankrijk had al een grote kruisvaarders leger samen gebracht met als doel Egypte te veroveren, door onderlinge druk werd er echter besloten om naar Tunis uit te wijken en daar overleed Lodewijk IX in 1270. Prins Eduard van Engeland arriveerde te laat in Tunis om een bijdrage te leveren. Eduard koos er daarna voor om zijn reis voort te zetten en ging naar het Heilige land om Bohemund VI, vorst van Antiochië en Tripoli, bij te staan tegen de mammelukken in de dreiging van het innemen van Tripoli en de rest van het Heilige land.

## Kruisvaardersoperaties in het Heilige land
Prins Eduard van Engeland was te laat gearriveerd in Tunis om bij te dragen aan de Achtste Kruistocht van Lodewijk IX van Frankrijk, maar samen met diens broer Karel van Anjou ging hij toch daarna door naar Akko, de hoofdstad van de overblijfselen van het koninkrijk Jeruzalem. Ze arriveerden aldaar in 1271, net nadat de mammelukse sultan Baibars Tripoli had belegerd. In 1269 had deze sultan ook al Antiochië belegerd en ingenomen, de laatst overgebleven stad van het vorstendom Antiochië. In het gebied van Tripoli dicht bij de hoofdstad waren er 10.000 christenen naartoe gevlucht. Vanuit de basissen van Cyprus en Akko, kregen Edward en Karel van Anjou het voor elkaar om de aanvoerlijnen (het vervoer van voedsel en wapens) van Baibars aan te vallen en moesten de Mammelukken het beleg voor Tripoli opheffen.
Al direct toen Eduard daarna binnen Akko arriveerde, wilde hij een poging doen om een Frans (Franco) - Mongoolse samenwerking of bondgenootschap te bereiken met de in de buurt gelegen Mongolen, hij zond daarbij afgezanten naar de Mongoolse leider van Perzië Abaqa, een vijand van de moslims. De afgezanten werden geleid door Reginald Rossel, Godefroid van Waus en John van Parker en de missie was 'het verkrijgen van militaire steun van de Mongolen'. In een antwoord verkregen op 4 september 1271, ging Abaqa akkoord met een samenwerking en wilde duidelijkheid voor een datum om de mammelukken aan te vallen.
Het arriveren van strijdkrachten uit Engeland en Hugo III van Cyprus, onder leiderschap van Eduards jongere broer Edmund, zorgde bij Eduard voor moraal, die vervolgens optrok naar de plaats Qaqun. aan het einde van oktober 1271, arriveerde een grote groep van Mongoolse strijdkrachten in Syrië en richtte een ravage van plunderingen aan ten zuiden van Aleppo. Echter werd Abaqa opgehouden in Turkestan, zodat hij 10.000 Mongoolse ruiters onder generaal Samager kon sturen, vanuit Seltsjoek-Anatolië. Ondanks de zeer geringe strijdkracht, bracht hun aankomst veel moslims op de been om te vluchten (die nog een vorige campagne herinnerde onder Kitbuqa) richting het zuiden voorbij Caïro. Maar de Mongolen bleven niet en toen de mammelukkenleider Baibars een tegenaanval wilde inzetten vanuit Egypte op 12 november, hadden de Mongolen zich alweer teruggetrokken achter de Eufraat.
Sultan Baibars was ook de eerste sultan die een soort van Mammelukse marine oprichtte. Hiermee probeerde hij in 1271 Cyprus binnen te vallen, waarmee hij Hugo III van Cyprus, ook koning van Jeruzalem, wilde weglokken uit Akko, zodat Baibars het eiland kon veroveren en Edward met zijn kruisvaarders geïsoleerd kwam te zitten in het Heilige land, maar zijn vloot werd vernietigd.
Eduard van Engeland deed niet veel meer in zijn tijd in Akko dan onderhandelen met Hugo en de niet erg enthousiaste ridders van de Ibelinfamilie uit Cyprus. Ook onderhandelde hij met Baibars, en zo ontstond de elfjarige wapenstilstand met deze sultan. Baibars probeerde echter Eduard niet lang daarna te vermoorden door een groep mannen te sturen die zich voordeden als christenen die gedoopt wilden worden. Verzwakt door een dolksteek keerde Eduard terug naar Sicilië in 1272, waar hij de dood van zijn vader Hendrik III vernam. In 1273 startte Eduard zijn reis via Gasconje en Parijs weer naar Engeland, waar hij in de zomer van 1274 aankwam, en werd daarna op 19 augustus tot koning van Engeland gekroond.

## Nasleep

De laatste kruisvaarder

Eduard was tijdens zijn reis naar het "Heilige Land" begeleid door Theobald Visconti, die in 1271 als Gregorius X paus was geworden. Gregorius riep in 1274 op voor een nieuwe kruistocht, tijdens het Tweede concilie van Lyon in 1274, maar zijn oproep werd niet beantwoord. Karel van Anjou wilde wel, en hij greep voordeel uit een ruzie tussen Hugo III van Cyprus, de Tempeliers en de Venetianen over het wel of niet heroveren van Akko. Hij kocht de rechten van Maria van Antiochië op het Koninkrijk van Jeruzalem, en viel Hugo III aan, die ook rechten op het koninkrijk had. In 1277 veroverde Hugo van San Severino Akko in de naam van Karel van Anjou.
Venetië had ondertussen gepleit voor een kruistocht tegen Constantinopel, waar Michaël VIII Palaiologos recent het Byzantijnse Rijk nieuw leven had ingeblazen. In 1281 gaf paus Martinus IV hier toestemming voor; de Fransen namen de landroute langs Durrës, en de Venetianen gingen over zee. Maar na de opstand in Sicilië (Siciliaanse Vespers) op 31 maart 1282, opgezet door Michael VIII, was Karel gedwongen om terug te keren.
Deze kruistocht was de laatste actie die werd ondernomen tegen de Byzantijnen of de moslims. Hoewel de Mongoolse heersers van het Il-kanaat vertwijfeld probeerden een Franco-Mongools bondgenootschap tot stand te brengen en gezamenlijk de machtsuitbreiding van de mammelukken een halt toe te roepen werd er alleen maar beleefd maar ontwijkend gereageerd op de vier gezantschappen die Arghun naar het westen stuurde. In 1291 veroverden de Mammelukken de laatste van de gebieden van de kruisvaarders, de stad Akko.